# كلية سارة لورانس
كلية سارة لورانس (بالإنجليزية: Sarah Lawrence College)‏ هي كليةُ فنونٍ ليبرالية خاصة في يونكيرس في الولايات المتحدة.

## وصلات خارجية
- الموقع الرسمي